# Ferdusi
Abol-Ghasem Hassan ibn Ali Tusi (em persa: ابوالقاسم حسن بن علی طوسی), apelidado Ferdusi ou Ferdowsi, em persa, فردوسی (Tus, ca. 940 – Tus, ca. 1020), foi um poeta considerado o recriador da língua persa. Escreveu a maior epopeia existente nessa língua — a Épica dos Reis ou Shahnameh — um poema com cerca de 60 000 dísticos (estrofe de dois versos). 
O apelido "Ferdusi" vem do persa pardis (paraíso, palavra que os árabes entendiam como um plural de faradis cujo singular é firdaws, que voltou ao persa sob a forma ferdows). Segundo Nezami-ye'Aruzi, um poeta do século XII que visitou a região de Tus menos de cem anos após a morte de Ferdusi, este pertencia a uma família de degã (proprietários de terras) e seria de confissão xiita. Todavia, outros pesquisadores acreditam que ele pode também ter seguido os ritos zoroastrianos pois sua família se dedicava a compilar as epopeias persas antigas e zoroastrianas do período Sassânida, escritas em pálavi.
Para escrever a Épica dos Reis, Ferdusi baseou-se principalmente no Khvatay-namak, uma narrativa escrita em pálavi, sobre a história dos reis do Irã desde os tempos míticos até o reinado de Cosroes II (r. 590–628). Ferdusi versificou e atualizou a história até a derrubada da dinastia Sassânida pelos árabes, em meados do século VII. A Épica dos Reis foi completado em 1010, 35 anos após ter sido iniciado. 
Os iranianos consideram Ferdusi como o seu maior poeta. Apesar de escrito há cerca de 1 000 anos a Épica dos Reis ainda é inteligível no Irã moderno. Além de sua importância literária, o Épica dos Reis, por ter sido escrito em sua quase totalidade em persa puro, foi a chave para reviver a língua persa, então influenciada pelo árabe, e assim contribuir para a manutenção da identidade cultural iraniana.